# Steyler Missionsschwestern
Die Steyler Missionsschwestern, offiziell Dienerinnen des Heiligen Geistes (lateinisch Congregatio Servarum Spiritus Sancti, Ordenskürzel SSpS), sind ein missionarischer Frauenorden. Der Gebrauch der Bezeichnung Steyler Missionsschwestern ist in der Ordensprovinz Österreich üblich.
Stand 2024 gehören ca. 2900 Schwestern in 46 Ländern auf allen Kontinenten zu den Steyler Missionsschwestern. Die Schwestern leben in Gemeinschaften („Kommunitäten“) unterschiedlicher Größe zusammen.
Die Steyler Missionsschwestern gehören zur Steyler Familie bestehend aus den Steyler Missionaren (Stand 2024 6000 Patres und Brüder in 70 Ländern), Steyler Missionsschwestern und Steyler Anbetungsschwestern (Stand 2024 300 Schwestern in 11 Ländern). Die Steyler Familie ist damit in vielen Ländern der Welt mit circa 9200 Priestern, Brüdern und Schwestern vertreten (Stand 2024).

## Geschichte
Die erste Oberin Helena Stollenwerk gründete mit Schwester Hendrina Stenmanns und Pater Arnold Janssen 1889 den Orden der Missionsschwestern. Die Mutterhausprovinz ist in Steyl, Niederlande.
Der Orden unterhält heute Niederlassungen in 47 Ländern, und zwar in den USA, in der Karibik, in Lateinamerika, in Afrika, in Asien, in Europa und in Australien/Ozeanien. Die Schwestern aus unterschiedlichsten Berufen und Bereichen sind in der Krankenpflege, AIDS-Vorsorge, Erziehungstätigkeiten in Schulen und Kindergärten, Seelsorge in Kirchengemeinden und Gesundheitseinrichtungen, Arbeit mit Randgruppen, geistliche Begleitung, Exerzitienarbeit und Medienarbeit auf internationaler Ebene engagiert. Es besteht die Möglichkeit einer Mitarbeit als «Missionarin auf Zeit».
Die Steyler Missionsschwestern, die mit offiziellem Namen Dienerinnen des Heiligen Geistes (SSpS) heißen, sind die erste Schwesternkongregation, die Arnold Janssen nach Gründung der Steyler Missionare ins Leben 1889 rief. Wegen der Farbe ihrer Ordenstracht werden die Steyler Missionsschwestern auch Blaue Schwestern genannt.
Die Steyler Anbetungsschwestern, die mit offiziellen Namen Dienerinnen des Heiligen Geistes von der ewigen Anbetung (SSpSAP), sind die zweite Schwesternkongregation, die Arnold Janssen nach Gründung der Steyler Missionare 1896 ins Leben rief. Die kontemplativ-missionarische Gemeinschaft wird wegen der Farbe ihrer Ordenstracht auch Rosa Schwestern genannt.

## Provinz Deutschland (Dreifaltigkeitsprovinz)

### Bestehende aktive Klöster und Gemeinschaften

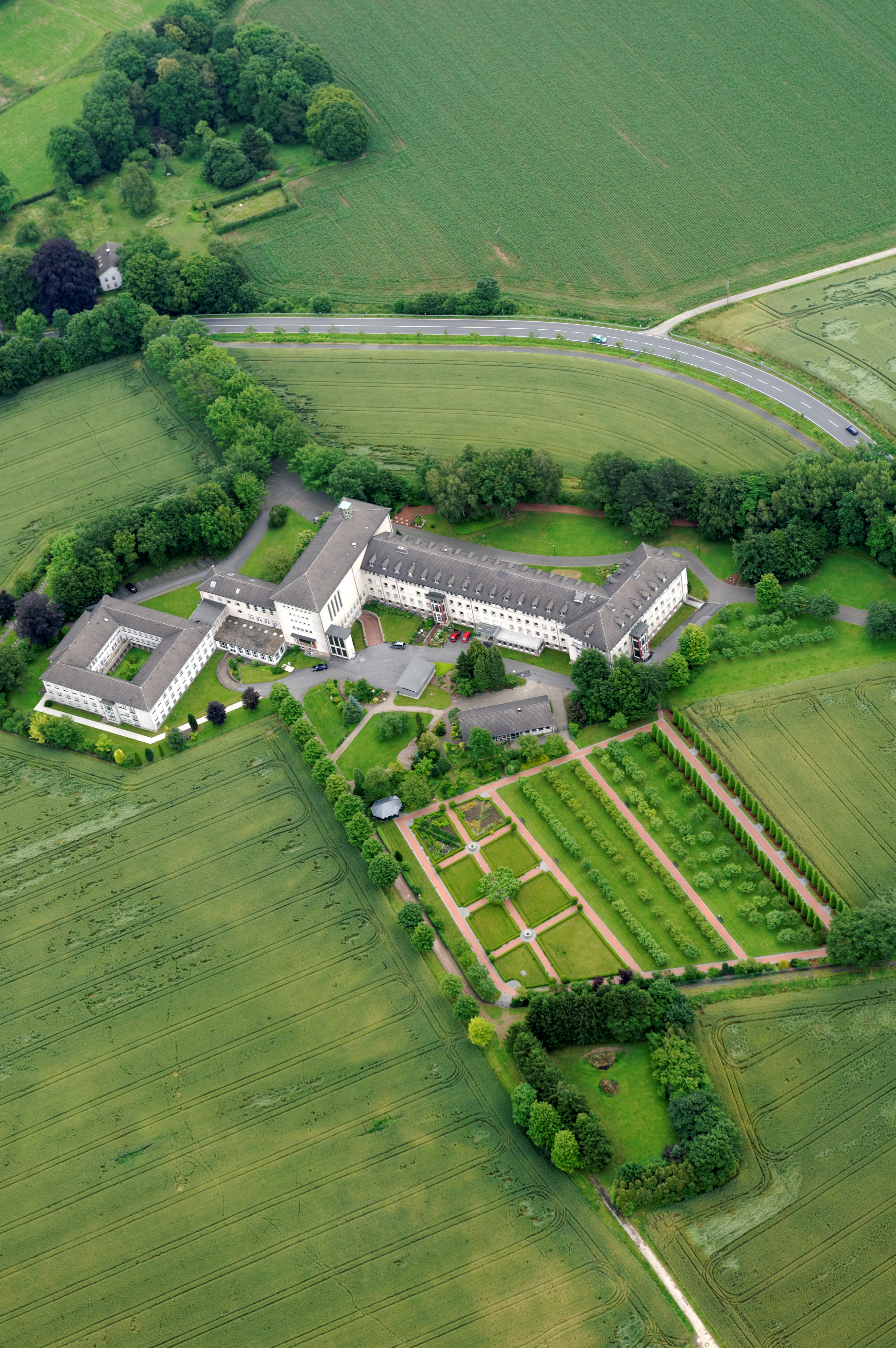
Ehemaliges Heilig Geist Kloster in Wickede-Wimbern

- Dreifaltigkeitskloster Laupheim in Laupheim
- Herz-Jesu-Kloster Steyl (Niederlande), auch Sitz der internationalen Kongregation
- Kleine missionarische Gemeinschaft in Berlin-Marzahn[4]
- Gemeinschaft der „Der kleine Weg“ in Eriskirch-Moos am Bodensee, Neugründung zum 1. Dezember 2017[5]
- Kleine missionarische Gemeinschaft in Frankfurt am Main im Haus Delbrêl[6]
- Gemeinschaft Mönchengladbach, seit 2016 in Nachfolge des Heilig-Geist-Klosters in Wickede-Wimbern Sitz der Ordensprovinz[7]

### Aufgelöste Klöster und Gemeinschaften
- Kloster Marienau in Vallendar, von 1920 bis 1950 Provinzialkloster, 1950 verkauft an den Schönstatt-Priesterverband aufgrund des großen Ordensnachwuchses[8], Neubau des Heilig Geist Kloster in Wickede (Ruhr)
- Heilig Geist Kloster in Wickede (Ruhr), bis 2016 Provinzialkloster, aufgelöst zum 31. März 2024.[9]
- Gemeinschaft List auf Sylt, aufgelöst zum 1. Januar 2019.[10]
- Kloster St. Hildegard in Oberdischingen, aufgelöst 1995, Abzug der letzten Schwestern im Jahr 2024 aus dem Altenheim Haus St. Hildegard in Oberdischingen, ehemaliges Regionalkloster, Ausbildungszentrum des Ordens in Süddeutschland, aktuell Altenheim des deutschen Ordens[11]

## Provinz Österreich

### Österreich
- Kloster St. Koloman, Stockerau, als erste Gründung ab 1917 das Provinzhaus der Provinz Österreich.[12]
- Orthopädisches Spital Speising[13]
- Formationsgemeinschaft, Alservorstadt, Wien[14]
- Immakulatakloster Wöllersdorf[15]
- Missionshaus Sankt Gabriel, Mödling der Steyler Missionare[16]
- Gemeinschaft Innsbruck[17]
- Missions-Privatgymnasium St. Rupert, Bischofshofen, der Steyler Missionare[18][19][20]

### Südtirol
- Gemeinschaft Sterzing, Südtirol[21]

### Rumänien
- «Arnold-Janssen-Kloster» in Roman[22]
- «Casa Maria Helena» in Răducăneni[23]
- «Comunitatea Fericita Josefa» in Iași[24]